# أدريان سبروت
أدريان سبروت (بالإنجليزية: Adrian Sprott)‏ هو لاعب كرة قدم اسكتلندي في مركز ظهير ‏، ولد في 23 مارس 1962. لعب مع هاميلتون أكاديميكال.